# 妮姆拉·卡爾
妮姆拉·卡爾（1982年3月13日—）是印度女演員。卡爾首先在孟買成為模特兒再找到一份劇場演員的工作。在演出一些小角色後，她在電影《Peddlers》擔任主演，該電影在2012年的法國戛纳电影节播映。卡爾其後在2013年和男星伊凡·卡漢拍攝電影《美味情書》，此電影大受歡迎，而卡爾的演出亦受讚賞並獲得國際印度電影大獎頒獎禮的最佳女演員提名。她在2014年在美國娛樂時間電視網的大熱電影連續劇《國土安全》中飾演Tasneem Qureshi，一名巴基斯坦情報官員。
出生於印度，她父親是一名印度陸軍的軍人並在卡爾11歲的時候在克什米尔被殺。之後一家搬到首都新德里的诺伊达區居住，卡爾也在德里大学的商學院就讀。

## 外部連結
- 妮姆拉·卡爾在互联网电影资料库（IMDb）上的資料（英文）